# Zimmer Biomet Holdings
Zimmer Biomet Holdings, Inc. (NYSE: ZBH) ist ein US-amerikanisches Medizintechnik-Unternehmen, das weltweit zu den größten Anbietern von orthopädischen Implantaten gehört. Der Hauptsitz des Unternehmens befindet sich in Warsaw, Bundesstaat Indiana. Das Unternehmen ist im S&P 500 gelistet.
Die Zentrale für die EMEA-Region befindet sich in Zug in der Schweiz und ging aus Centerpulse, einem Spinoff von Sulzer Medica, hervor. Der Sitz des deutschen Zweiges ist in Eschbach im Breisgau.

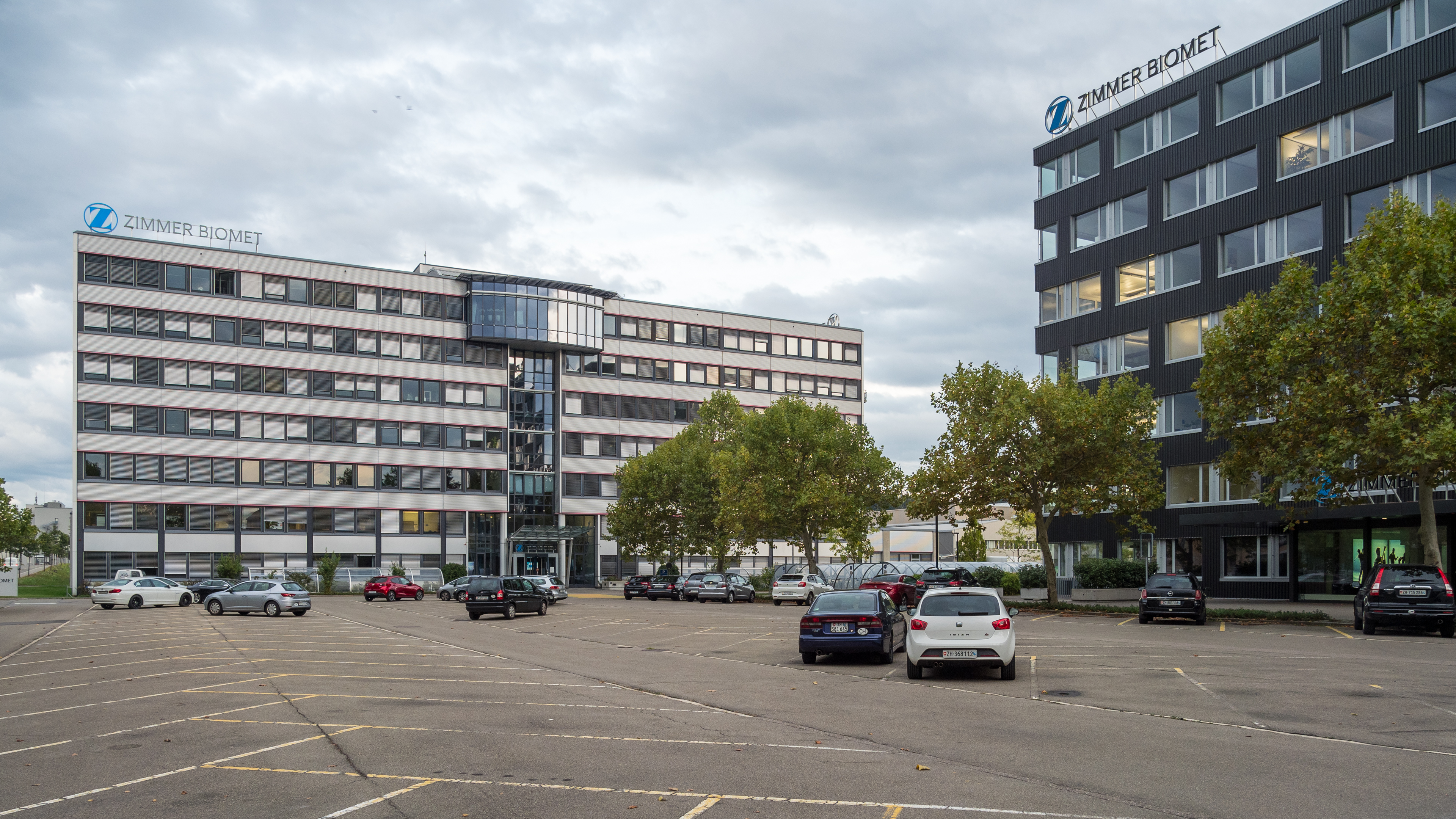
Zimmer Biomet in Winterthur, 2019

Im britischen Englisch hat sich die Bezeichnung zimmer frame, kurz zimmer, als Gattungsname für die Gehhilfe Rollator verbreitet.

## Produkte
Zu den Hauptprodukten gehören Knie-, Hüft-, Schulter-, Ellbogen-, Wirbelsäulen- und Zahnimplantate sowie Platten und Schrauben zur Knochenbruchbehandlung. Seit 2006 bietet Zimmer ein Knieimplantat an, das speziell für die weibliche Anatomie konzipiert wurde.
2016 verkaufte das Unternehmen Knieprodukte im Wert von 2,752 Mrd. US-Dollar, Hüftprodukte von 1,868 Mrd. USD, 662 Mio. USD im CMF&Wirbelsäulen-Bereich, Zahnprodukte für 428 Mio. USD und 1,645 Mrd. USD im S.E.T-Bereich des Unternehmens, welches Chirurgie, Sportmedizin, Fuß, Knöchel, Extremitäten und Traumata umfassen. Dazu kamen noch diverse Umsätze von 329 Mio. USD, die nicht einem spezifischen Bereich zugeordnet wurden. Gegenüber dem Jahr 2015 konnte Zimmer Biomet seinen Umsatz um 28,1 % steigern.

## Geschichte
Zimmer Holdings wurde 1927 von Justin O. Zimmer (1884–1951) gegründet und erwirtschaftete mit der Produktion von Aluminiumschienen im ersten Jahr bereits einen Umsatz von $160.000. 1933 wurde eine Abteilung für Verbände gegründet. 1942 durchbricht der Umsatz der Firma die Millionenmarke.
1950 bringt Zimmer die erste von Palmer Eicher entwickelte Hüftprothese auf den Markt, 1951 erreicht Zimmer erstmals einen Umsatz von 2 Millionen US-Dollar, 1960 sind es bereits doppelt so viel. 1967 baut das Unternehmen eine eigene Exportabteilung auf, ein Jahr später kauft Zimmer großflächig Land für die Erweiterung ihrer Produktionsstätten. 1979 wird die auf Weichwaren spezialisierte Little Manufacturing Company in North Carolina übernommen. Zur kommenden Jahrzehntwende beschäftigte Zimmer dann 522 Mitarbeiter, die einen Umsatz von 27,2 Mio. US-Dollar. Ab 1971 vertrieb Zimmer die Charnley Hüft-Prothese.
Das Unternehmen wurde 1972 von Bristol-Myers Squibb erworben und sie stellen am Jahrestreffen der AAOS die ersten Polyethylenprothesen vor. 1977 wird in Japan das Marketingunternehmen Nemoto Shokai übernommen und damit der Grundstein für Zimmer Japan gelegt. 1987 macht das Unternehmen bereits einen Umsatz von 500 Millionen US-Dollar, 1992 erfolgt der Bezug eines neuen Hauptsitzes in Warsaw (Indiana). 1993 wird eine weitere Produktionsstätte in puerto-ricanischen Ponce eröffnet.
2001 wurde Zimmer Holdings von Bristol-Myers Squibb abgetrennt und erneut unabhängig. Am 7. August 2001 erfolgte der Börsengang an der New York Stock Exchange. 2003 erwarb Zimmer das Schweizer Unternehmen Centerpulse AG, die ehemalige Medizintechniksparte des Sulzer-Konzerns. Centerpulse war der bedeutendste Hersteller von Orthopädie-Implantaten in Europa. Ebenfalls seit 2003 bietet das Zimmer Institute Orthopäden Kurse in verschiedenen Operationstechniken an.
Am 24. April 2014 kündigte Zimmer Holdings an, das Medizintechnik-Unternehmen Biomet Inc. für 13,4 Mrd. US-Dollar übernehmen zu wollen. Im Juni 2015 wurde der Kauf von Biomet abgeschlossen und der Firmenname in Zimmer Biomet Holdings geändert.
2021 ging Zimmer Holdings eine Partnerschaft mit dem Medizintechnikunternehmen OSSIS ein. 2023 erwarb Zimmer Holdings OSSIS.
Ein internationaler Rechercheverbund nannte im November 2018 das vom Markt genommene künstliche Hüftgelenk Durom-Metasul-LDH als Beispiel für mangelhafte medizinische Implantate; rund 100 Geschädigte warten auf eine Entscheidung des Landgericht Freiburg. Durch eine Fehlkonstruktion soll sich Metall abgerieben haben. Dieses Metall habe sich im Körper verteilt und zu Knochenabbau geführt.

## Kritik
Während der Russischen Invasion in der Ukraine 2022 setzte Zimmer Biomet weiterhin den Verkauf auf dem russischen Markt fort. Eine Untersuchung von Yale University, die am 28. April 2022 aktualisiert wurde und analysierte, wie Unternehmen auf die russische Invasion reagierten, identifizierte Zimmer Biomet als ein Unternehmen, das weiterhin „business-as-usual“ in Russland betrieb: Unternehmen, die den Aufforderungen zur Beendigung bzw. Reduzierung ihrer Aktivitäten nicht nachkamen.